# M2 Browning
A M2 a világ legelterjedtebb 12,7x99 milliméter lőszert tüzelő nehéz géppuskája. A fegyver gyökerei az első világháborúig nyúlnak vissza, ennek ellenére máig széles körben alkalmazzák, földön, vízen és levegőben. Az M2-es géppuskát a Magyar Honvédség is rendszeresítette harcjárműveihez. 

## Elnevezések
A fegyvernek számos hivatalos és nem hivatalos, közkeletű elnevezése ismert. A fegyvert először amerikai hadsereg rendszeresítette M2 néven, amelyhez gyakran hozzá teszik a Browning elnevezést a tervezőre utalva. "Ötvenes" géppuska néven is szokás emlegetni utalva az űrméretére, ami 0,50 hüvelyknek felel meg angolszász mértékegységben mérve. BMG vagyis Browning Machine Gun (magyarul: Browning Géppuska) elnevezés is gyakran előfordul a fegyverre vagy kaliberre vonatkoztatva. Informálisan a "Ma Deuce" elnevezés is elfordul.  

## Története
Az "ötvenes géppuska" története egészen az első világháborúig nyúlik vissza, amikor is John Pershing tábornok jelezte hogy szükség lenne harckocsik és repülőgépek ellen is hatékony nagy erejű fegyverre. Az űrméretet vélhetően a 13,2 mm-es német Mauser-Tankgewehr páncéltörő puska ihlette. 
1917 júliusában a híres fegyverkonstruktőr John Moses Browning hozzákezdett az amerikai csapatok által széles körben használt M1917 típusú 7,62 mm-es (0,30-06) lőszert tüzelő vízhűtéses géppuskájának átdolgozásához. Magát a lőszert a Winchester Arms Company fegyvergyár fejlesztette ki. Az 50-es Browning géppuska első próbáira 1918. október 15-én került sor, melyek során a lőszer gyengébbnek bizonyult a vártnál. A lőszert és fegyvert továbbfejlesztve ez a probléma megoldódott és megszületett a vízhűtéses M1921 típusú géppuska. Mivel időközben a "nagy háború" véget ért, csökkent az érdeklődés a fegyver iránt, csak kis mennyiségben került gyártásra: az amerikai hadsereg és haditengerészet alkalmazta a légvédelmi feladatkörben a közel 55 kilós géppuskát.
Bár J.M. Browning 1926-ban meghalt, a fegyver továbbfejlesztése folytatódott: elhagyták az ormótlan vízhűtést és a fegyver táplálását is tovább fejlesztették, lehetővé téve, hogy mindkét oldalról fogadhassa a lőszereket. Az új, immár M2 jelzésű fegyver sorozatgyártását 1934-ben kezdte el a Colt vállalat. A Colt mellett a belga FN Herstal lett a fegyver európai gyártója, sok más Browning konstrukcióhoz hasonlóan.
A vízhűtés elhagyásával vastagabb, nehezebb fegyvercsőre volt szükség, hogy bírja az intenzív tüzeléssel járó hőterhelést. Így került a M2 mellé a HB vagyis "Heavy Barrel" jelzés, ami "nehéz csövet" jelent magyarul. Az új, immár léghűtéses géppuska tömege 38 kg-ra fogyott.   

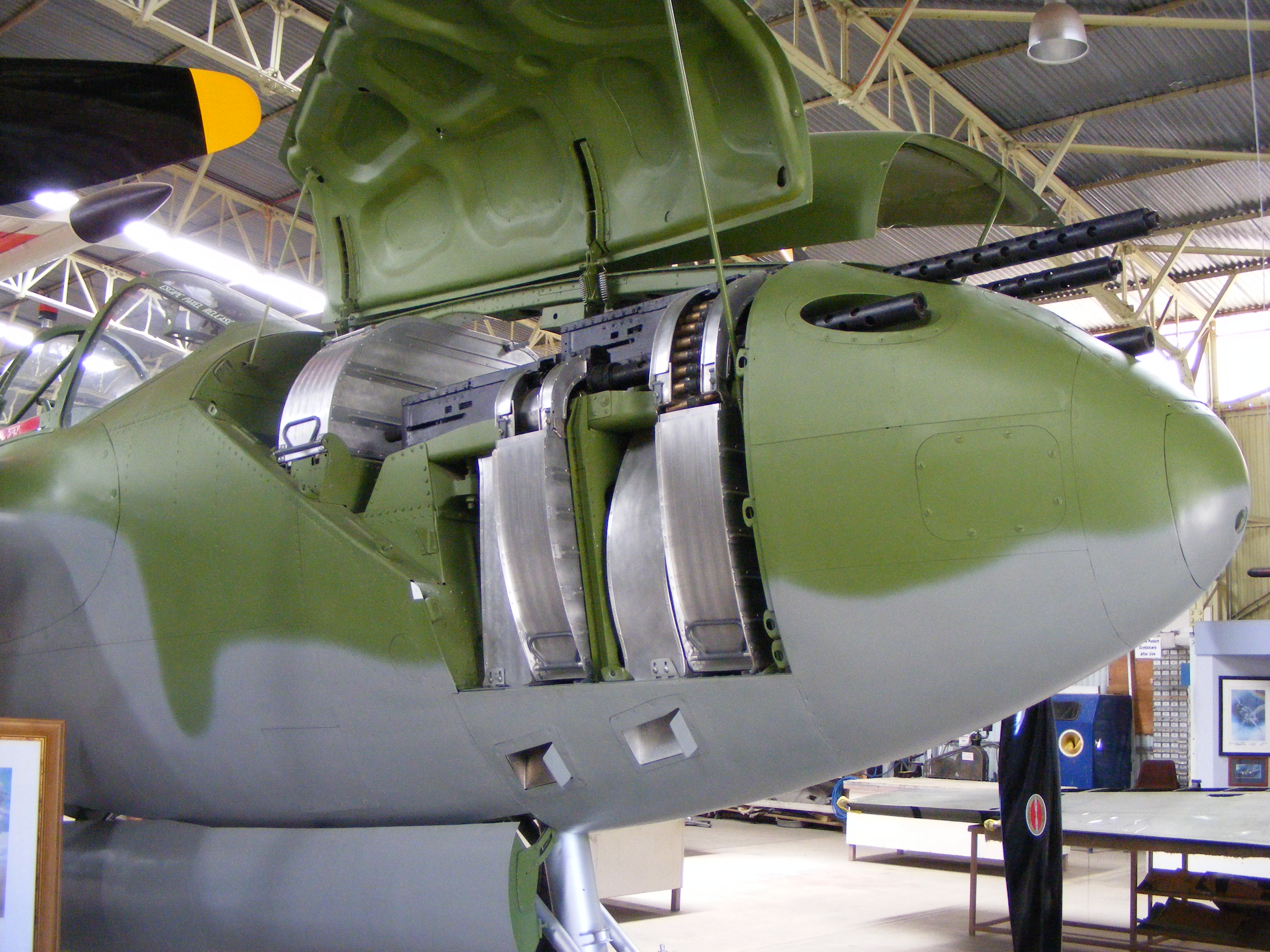
AN/M2 géppuskák egy második világháborús P-38 vadászrepülőgép orrában.

A fegyver elterjedését illetően a második világháború hozott áttörést. Az amerikai hadsereg és annak légierője (USAAF) több százezres mennyiségben rendelte és rendszeresítette különböző járművein, különös tekintettel a repülőgépekre. Az M2-es géppuska könnyített, gyorstüzelő változata: AN/M2 volt szinte valamennyi amerikai repülőgép elsődleges fegyverzete egészen az ötvenes évekig. A M2-es és különféle változatai az 1940-es évektől egészen napjainkig szinte valamennyi jelentősebb fegyveres konfliktusban jelen voltak illetve vannak. Annak ellenére, hogy nem mesterlövész fegyver, ezzel tartják a harci körülmények között 7. legmesszebbről elért, igazolt találatot: Carlos Hathcock őrmester (USA), 1967. február, 2.286 m (2.500 yard), vietnámi háború. Napjainkban elsősorban harcjárművek és helikopterek fegyverzeteként szolgálnak az "ötvenes géppuskák".   

## Kialakítása és jellemzői
A nagy súly és a relatív alacsony tűzgyorsaság a nehéz 12,7 x 99 mm lőszer alkalmazásából ered. Jelentős átütőereje és nagy visszarúgása erős konstrukciót igényel. Nyílt célok ellen 2000 méterig hatásos. 800 méteren képes a 40 mm-es "hagyományos" hengerelt acél páncélzatot (RHA) is átütni.   
Az M2-es rövid hátrasiklásos rendszerrel működik, a töltényeket hevederből adagolják. A lőszer adagolása néhány alkatrész cseréje után jobbról és balról is megoldható. Az üres töltényhüvelyeket lefelé üríti. A fegyver elsütőbillentyűje hátul található két fogantyú közt, jobb oldalon a nagy méretű felhúzókar, amit először hátra kell húzni, hogy a hevederben lévő első lőszert megfogja, majd előreengedni, hogy a lőszert betolja a csőbe.   
Az újabb verzióknál a felhevült csöveket gyorsan lehet cserélni, a régebbi verzióknál ez hosszadalmas folyamat volt, mert be kellett pontosan állítani a fegyver csövét. A régi modelleket fel lehet szerelni gyors váltócsöves kiegészítőkkel, amelyek megkönnyítik a már említett műveletet.   

## Típusváltozatok
AN/M2 – elsősorban repülőgépere szánt gyors tüzelő (800 lövés/perc) és csökkentett súlyú (28 kg-os) változat, amelyet második világháborúban alkalmaztak (AN = "Army/Navy")
M2HB-QCB – gyors és "beállításmentes" csőcserét lehetővé tevő módosításokkal ellátott modernizált változat 
M3 (GAU-21) – elsősorban repülőgépere és helikopterekre szánt modern gyorstüzelő változat, de légvédelmi feladatkörben is alkalmazzák. Az M3 elméleti tűzsebessége 950-1100 lövés/perc között van.

## Összehasonlítás más nehéz géppuskákkal
|                       | M2HB-QCB           | M3M / GAU-21        | DShK 1938      | NSV                | Kord               |
| --------------------- | ------------------ | ------------------- | -------------- | ------------------ | ------------------ |
| Lőszer                | 12,7×99 mm         | 12,7×99 mm          | 12,7×108 mm    | 12,7×108 mm        | 12,7×108 mm        |
| Hosszúság             | 1,656 mm           | 1520 mm             | 1625 mm        | 1560 mm            | 1,980              |
| Csőhossz              | 1,143 mm           | 914,4 mm            | 1070 mm        | 1070 mm            | 1070 mm            |
| Tömeg                 | 38,15 kg           | 37 kg               | 34 kg          | 25 kg              | 32 kg              |
| Csőtorkolati sebesség | 890 m/s            | 880 m/s             | 850 m/s        | 845 m/s            | 860 m/s            |
| Elméleti tűzsebesség  | 485-635 lövés/perc | 950-1100 lövés/perc | 600 lövés/perc | 700-800 lövés/perc | 600-650 lövés/perc |

## Fordítás

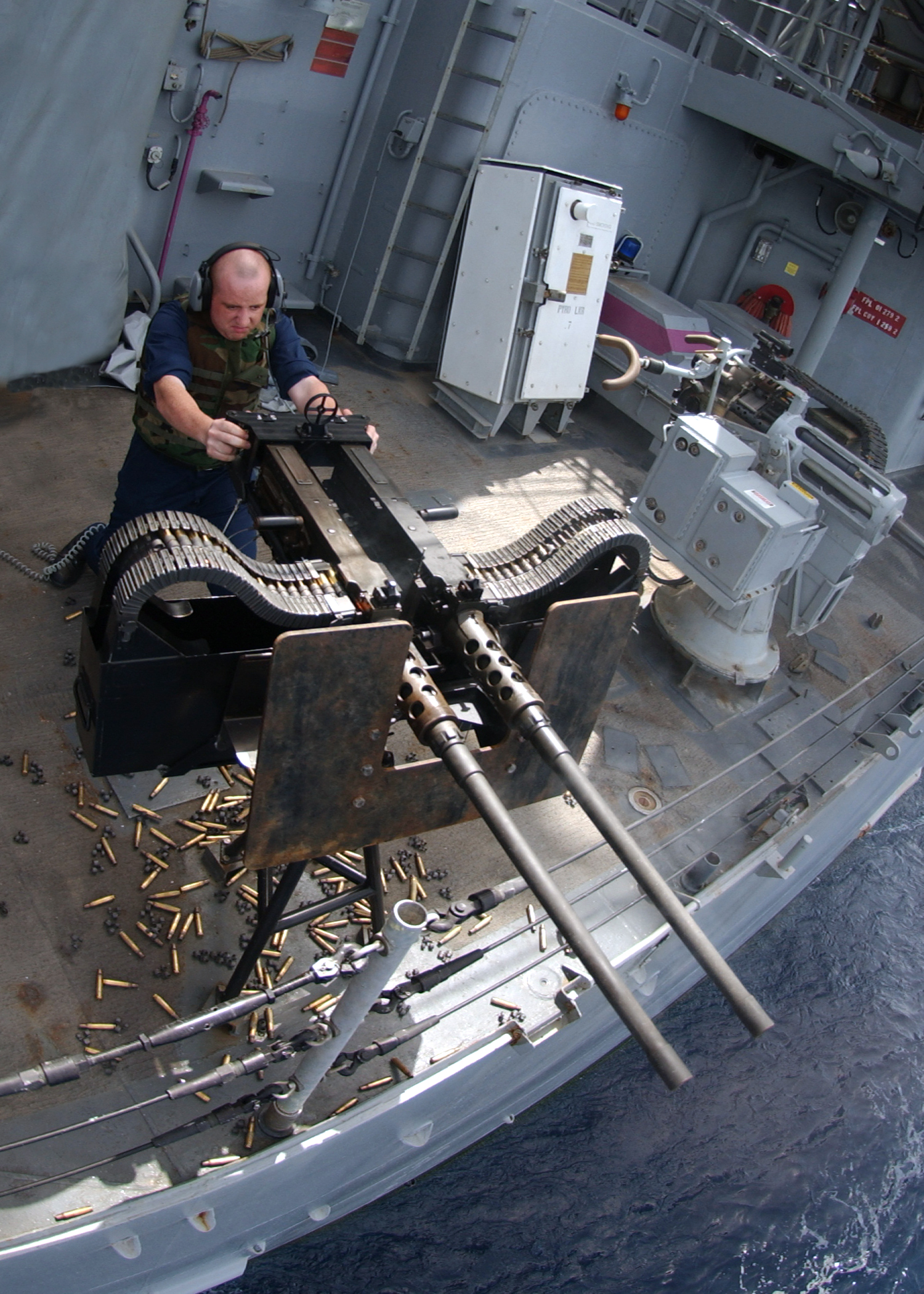
Ikerrendszerbe hajóra szerelt M2HB géppuskák

- Ez a szócikk részben vagy egészben  a   M2 Browning című angol Wikipédia-szócikk fordításán alapul.  Az eredeti cikk szerkesztőit annak laptörténete sorolja fel. Ez a jelzés csupán a megfogalmazás eredetét és a szerzői jogokat jelzi, nem szolgál a cikkben szereplő információk forrásmegjelöléseként.Ikerrendszerbe hajóra szerelt M2HB géppuskák